# Carl English
Carl Jerome English (nascut el 2 de febrer del 1981 a St. John's, Newfoundland, Canadà) és un exjugador de bàsquet canadenc.

## Carrera esportiva

### Etapa de formació als Estats Units
L'escorta va començar la seva formació basquetbolística a la seva localitat natal de Saint John, des d'on va passar a la NCAA de la mà de la Universitat de Hawaii (1999-2003). A la campanya 2003-04 va jugar en la Lliga de Desenvolupament de l'NBA, la NBDL, amb els North Charleston Lowgators, i fitxà la temporada següent (04-05) pels Florida Flame de la mateixa competició.

### Etapa a Europa
La temporada 2005-06 English va creuar l'Atlàntic per fitxar per la Virtus Bolonya de la LEGA italiana, i una campanya després (2006-07) amb el KK Zadar croat. L'any posterior l'escorta va passar a l'ACB després de vincular-se al Gran Canària 2014, equip en què militaria durant dues campanyes, 2007-08 i 2008-09. Després del seu reeixit pas pel planter insular va ser fitxat pel Caja Laboral, en què va jugar durant la temporada 2009-10 i amb el qual va conquistar el títol de Lliga.
La campanya següent (2010-11) va unir el seu destí al del FIATC Mútua Joventut, però desafortunadament no va poder defensar l'equip durant la primera volta de la lliga en patir una lesió important al canell dret. En els 17 partits que va poder disputar en aquesta campanya amb el conjunt badaloní va fer una mitjana de 15 punts, 4 rebots, 2 assistències i una valoració de 12.5 en una mitjana de 30 minuts sobre la pista. En la seva etapa anterior amb el Caja Laboral va fer unes estadístiques de 20 minuts, 9 punts, 3 rebots i 7 de valoració en 39 partits. En la seva primera temporada amb el Gran Canària 2014 va fer una mitjana de 25 minuts, 16 punts, 4 rebots, 3 assistències i 13 de valoració en 35 partits, mentre que en la seva primera campanya amb els insulars va manejar uns números de 26 minuts, 15 punts, 4 rebots, 2 assistències i 11 de valoració en 34 partits.